# Svenstavik
Svenstavik – miejscowość (tätort) w Szwecji, w regionie administracyjnym (län) Jämtland, w gminie Berg.
Według danych Szwedzkiego Urzędu Statystycznego liczba ludności wyniosła: 916 (31 grudnia 2015), 1034 (31 grudnia 2018) i 992 (31 grudnia 2019).